# Bebiana Cunha
Bebiana Maria Ribeiro da Cunha (25 de dezembro de 1985) é uma política portuguesa. Foi na XIV legislatura deputada na Assembleia da República, pelo partido PAN. Tem formação em psicologia.